# Lucho Vega
Luciano Gastón Vega Albornoz, noto semplicemente come Lucho Vega (Córdoba, 9 aprile 1999), è un calciatore argentino, centrocampista dell'União Leiria.

## Carriera
Cresciuto nel settore giovanile di Deportivo Atalaya e River Plate, il 31 gennaio 2020 passa in prestito biennale all'Estoril Praia. Il 31 marzo viene acquistato a titolo definitivo dal club portoghese. Tuttavia, esordirà con il club portoghese solamente il 25 luglio, nell'incontro vinto per 2-1 in casa del Nacional nella Taça da Liga. Un mese dopo, il 7 agosto, esordisce anche in Primeira Liga, disputando l'incontro vinto per 2-0 sul campo dell'Arouca. Il 31 agosto viene prestato all'Alcorcón, formazione della seconda divisione spagnola, fino al termine della stagione. Nel gennaio 2022, il prestito viene interrotto e rientra alla base. Il 2 luglio viene ingaggiato dal Marítimo, firmando un contratto triennale.

## Statistiche

### Presenze e reti nei club
Statistiche aggiornate al 29 agosto 2022.
| Stagione             | Squadra              | Campionato           | Campionato | Campionato | Coppe nazionali | Coppe nazionali | Coppe nazionali | Coppe continentali | Coppe continentali | Coppe continentali | Altre coppe | Altre coppe | Altre coppe | Totale | Totale |
| Stagione             | Squadra              | Comp                 | Pres       | Reti       | Comp            | Pres            | Reti            | Comp               | Pres               | Reti               | Comp        | Pres        | Reti        | Pres   | Reti   |
| -------------------- | -------------------- | -------------------- | ---------- | ---------- | --------------- | --------------- | --------------- | ------------------ | ------------------ | ------------------ | ----------- | ----------- | ----------- | ------ | ------ |
| lug.-ago. 2021       | Estoril Praia        | PL                   | 2          | 0          | CP+CdL          | 0+2             | 0               |                    | -                  | -                  |             | -           | -           | 4      | 0      |
| 2021-gen. 2022       | Alcorcón             | SD                   | 16         | 0          | CR              | 2               | 0               |                    | -                  | -                  |             | -           | -           | 18     | 0      |
| gen.-giu. 2022       | Estoril Praia        | PL                   | 3          | 0          | CP+CdL          | -               | -               |                    | -                  | -                  |             | -           | -           | 3      | 0      |
| Totale Estoril Praia | Totale Estoril Praia | Totale Estoril Praia | 5          | 0          |                 | 2               | 0               |                    | -                  | -                  |             | -           | -           | 7      | 0      |
| 2022-2023            | Marítimo             | PL                   | 4          | 0          | CP+CdL          | 0               | 0               |                    | -                  | -                  |             | -           | -           | 4      | 0      |
| Totale carriera      | Totale carriera      | Totale carriera      | 25         | 0          |                 | 4               | 0               |                    | -                  | -                  |             | -           | -           | 29     | 0      |